# 大村敦志
大村 敦志（おおむら あつし、1958年6月14日 - ）は、日本の法学者。専門は民法。東京大学名誉教授。2019年4月より学習院大学大学院法務研究科教授。星野英一に師事。千葉県出身。新司法試験考査委員（民法）。
契約法・消費者法・家族法を中心に研究している。約3年間のフランス留学の経験があり、フランス民法学への造詣も深い。最初の概説書において、生活的視点という従来の巨視的または微視的視点と異なる機能動態のエビデンスに基づいて民法の解説を試みた。

## 経歴
- 1977年 - 千葉県立千葉高等学校卒業
- 1982年 - 東京大学法学部卒業、同助手（学位助手）
- 1985年 - 東京大学法学部助教授
- 1998年 - 東京大学大学院法学政治学研究科教授[1]
- 2019年 - 東京大学を退任、東京大学名誉教授となり、学習院大学大学院法務研究科教授

## 人物
妻はフランス語翻訳者の大村浩子であり、夫婦共同で訳書も出している。

## 著書

### 単著
- 『判例・法令消費者法』（有斐閣、1994年）
- 『法源・解釈・民法学 フランス民法総論研究』（有斐閣、1995年）
- 『公序良俗と契約正義』（有斐閣、1995年）
- 『消費者のための契約法入門』（国民生活センター、1996年）
- 『典型契約と性質決定』（有斐閣、1997年）
- 『法典・教育・民法学 民法総論研究』（有斐閣、1999年）
- 『消費者・家族と法』（東京大学出版会、1999年）
- 『契約法から消費者法へ』（東京大学出版会、1999年）
- 『民法総論』（岩波書店、2001年）
- 『フランスの社交と法 <つきあい>と<いきがい>』（有斐閣、2002年）
- 『生活民法入門 暮らしを支える法』（東京大学出版会、2003年）
- 『家族法（第2版補訂版）』（有斐閣、2004年）
- 『父と娘の法入門』（岩波ジュニア新書、2005年）
- 『基本民法1・2・3（第2版）』（有斐閣、2005年）
- 『生活のための制度を創る シビル・ロー・エンジニアリングにむけて』（有斐閣、2005年）
- 『もうひとつの基本民法』1-2（有斐閣、2005-07年）
- 『「民法0・1・2・3条」〈私〉が生きるルール』みすず書房 2007 理想の教室
- 『ルールはなぜあるのだろう スポーツから法を考える』（岩波ジュニア新書、2008年）
- 『他者とともに生きる―民法から見た外国人法』（東京大学出版会、2008年）
- 『民法読解 総則編』（有斐閣、2009年）
- 『20世紀フランス民法学から』東京大学出版会 2009 学術としての民法
- 『新しい日本の民法学へ』東京大学出版会 2009 学術としての民法
- 『民法のみかた 『基本民法』サブノート』（有斐閣、2010年）
- 『市民社会と〈私〉と法 高校生のための民法入門 2』商事法務 2010
- 『フランス民法 日本における研究状況』信山社出版 2010 法律学の森
- 『「法と教育」序説』商事法務 2010
- 『不法行為判例に学ぶ = Droit et société 社会と法の接点』有斐閣 2011
- 『民法改正を考える』2011 岩波新書
- 『消費者法（第4版）』（有斐閣、2011年）
- 『文学から見た家族法 近代日本における女・夫婦・家族像の変遷』ミネルヴァ書房 2012
- 『法学入門 「児童虐待と法」から「こども法」へ』羽鳥書店 2012
- 『穂積重遠 社会教育と社会事業とを両翼として』ミネルヴァ書房・日本評伝選、2013
- 『新基本民法7　家族編』（有斐閣 2014年12月）
- 『新基本民法8　相続編』（有斐閣 2017年4月）
- 『新基本民法1　総則編（第2版）』（有斐閣 2019年11月）
- 『新基本民法4　債権編（第2版）』（有斐閣 2019年12月）
- 『新基本民法5　契約編（第2版）』（有斐閣 2020年4月）
- 『新基本民法6　不法行為編（第2版）』（有斐閣 2020年4月）
- 『新基本民法3　担保編（第2版）』（有斐閣 2021年3月）
- 『新基本民法2　物権編（第3版）』（有斐閣 2022年3月）

### 共著
- 『民法解釈ゼミナール 5 親族・相続』道垣内弘人共著 有斐閣 1999
- 『民法研究ハンドブック』（道垣内弘人、森田宏樹、山本敬三と共著）（有斐閣、2000年）
- 『信託取引と民法法理』（道垣内弘人、滝沢昌彦共編）（有斐閣、2003年）
- 『雇用・福祉・家族と法』（山口浩一郎、菊池馨実と共著）（放送大学教育振興会、2003年）
- 『個を支えるもの』岩村正彦共編 東京大学出版会 2005 融ける境超える法
- 『民法の争点』内田貴共編 有斐閣 2007（ジュリスト増刊 新・法律学の争点シリーズ）
- 『法教育のめざすもの その実践に向けて』土井真一共編著 商事法務 2009
- 『18歳の自律 東大生が考える高校生の「自律プロジェクト」』東大ロースクール大村ゼミ共著 羽鳥書店 2010
- 『日韓比較民法序説』権チョル共著 有斐閣 2010
- 『22歳+への支援 ロースクールから考える大学院生の「支援システム」』東大ロースクール大村ゼミ共著 羽鳥書店 2011
- 『比較家族法研究 離婚・親子・親権を中心に』河上正二,窪田充見,水野紀子共編著 商事法務 2012

### 翻訳
- 「若草の市民たち」大村浩子共訳 信山社出版
  - セリーヌ・ブラコニエ『仕組みをつくる』『仲間たちとともに』2003
  - マリアンヌ・シュルツ『さまざまな家族』2004
  - エドアール・プラムラン『私たちのヨーロッパ』2004
- オリヴィエ・シロンディニ インタビュー『ある日,あなたが陪審員になったら… フランス重罪院のしくみ』大村浩子共訳 信山社出版 2005
- 穂積重遠『終戦戦後日記 1945～50年 大正一法学者の晩年』校訂 有斐閣 2012